# تیم ملی فوتبال زیر ۲۱ سال جمهوری آذربایجان
تیم ملی فوتبال زیر ۲۱ سال جمهوری آذربایجان (انگلیسی: Azerbaijan national under-21 football team) یا تیم ملی فوتبال جوانان جمهوری آذربایجان، نماینده کشور جمهوری آذربایجان در مسابقات فوتبال جوانان اروپا و جهان است. که زیر نظر فدراسیون فوتبال جمهوری آذربایجان فعالیت می‌کند. 